# Holothuria atra
Holothuria atra är en sjögurkeart som beskrevs av Jaeger. Holothuria atra ingår i släktet Holothuria och familjen Holothuriidae. Inga underarter finns listade i Catalogue of Life.

## Bildgalleri

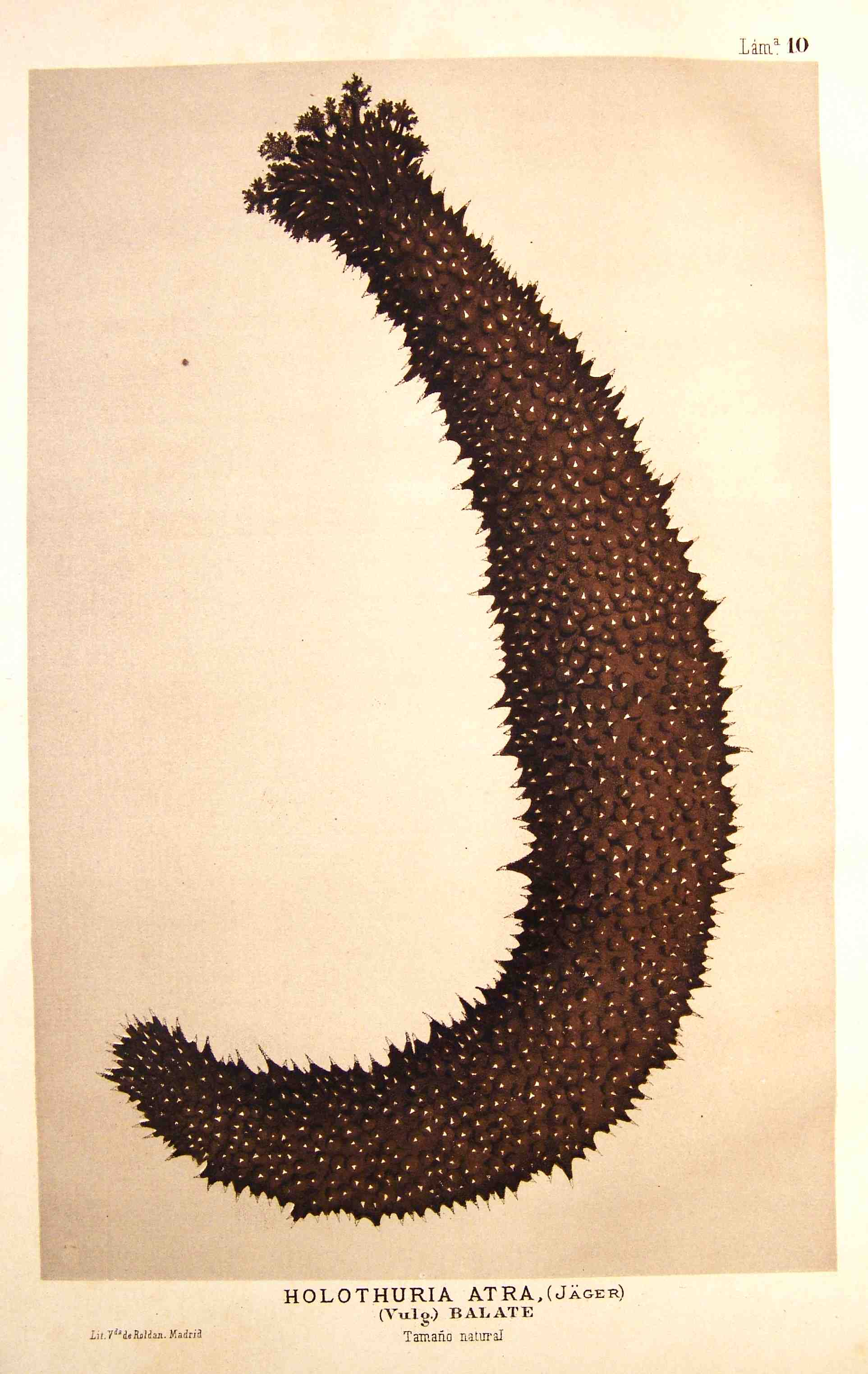